# Биг Флатс (Њујорк)
Биг Флатс (енгл. Big Flats) насељено је место без административног статуса у америчкој савезној држави Њујорк.

## Демографија
По попису из 2010. године број становника је 5.277, што је 2.795 (112,6%) становника више него 2000. године.
| Група             | 2000.         | 2010.         |
| Белци             | 2.345 (94,5%) | 4.919 (93,2%) |
| Афроамериканци    | 37 (1,5%)     | 77 (1,5%)     |
| Азијати           | 50 (2,0%)     | 153 (2,9%)    |
| Хиспаноамериканци | 22 (0,9%)     | 62 (1,2%)     |
| Укупно            | 2.482         | 5.277         |